# Acmadenia candida
Acmadenia candida är en vinruteväxtart som beskrevs av I. Williams. Acmadenia candida ingår i släktet Acmadenia och familjen vinruteväxter. Inga underarter finns listade i Catalogue of Life.